# Elisha Cuthbert
Pour les articles homonymes, voir Cuthbert.
Elisha Cuthbert est une actrice canadienne, née le 30 novembre 1982 à Calgary en Alberta (Canada). Elle a acquis une renommée internationale pour ses rôles de Kim Bauer, la fille de Jack Bauer dans la série américaine 24 heures chrono, de Carly dans La Maison de cire et de Danielle Clark dans The Girl Next Door.
Elisha est un sex-symbol et a souvent été citée comme l'une des femmes les plus "sexy" et comme l'une des "plus belles" dans le monde,,,,.

## Biographie

### Jeunesse et formation
Elisha Ann Cuthbert est élevée à Greenfield Park au Québec, et dès l'âge de 9 ans, elle devient mannequin pour les pieds (foot model) et pour des vêtements pour enfants. Elle réside aussi un temps à Toronto en Ontario, avant de devenir actrice.
Elle prétend à la succession d'Alyssa Milano dans Charmed, à la suite d'un désaccord entre cette dernière et le producteur de la série. Cependant l'actrice ne cédera pas sa place et Elisha sera forcée de commencer sa carrière par de petits rôles qu'elle qualifiait elle-même de "transitoires".[réf. nécessaire]
Elle a un frère et une sœur plus jeunes qu'elle.

### Débuts d'actrice (années 1990)
Sa première apparition télévisée a lieu à la fin des années 1990 dans le 63e épisode de la série Fais-moi peur !, dans laquelle elle apparaît régulièrement par la suite. En 1997, elle obtient son premier rôle au cinéma, avec le drame Dancing on the Moon. En 1998, elle joue dans le film Airspeed et co-anime l'émission pour enfants Popular Mechanics for Kids (Super Mecanix en français) avec - entre autres - Jay Baruchel, à la télévision canadienne. Elle y officie en tant que « correspondante internationale » et parcourt à cette occasion le monde entier (y compris la Maison-Blanche où elle est invitée par Hillary Clinton).
De retour au Québec, diplômée de la Centennial Regional High School (en), elle apparaît dans quelques films et programmes locaux (parmi lesquels la série d'action Largo Winch), avant qu'elle parte tenter sa chance à Los Angeles, en 2000, à l'âge de 17 ans.

### Révélation télévisuelle puis progression difficile (années 2000)

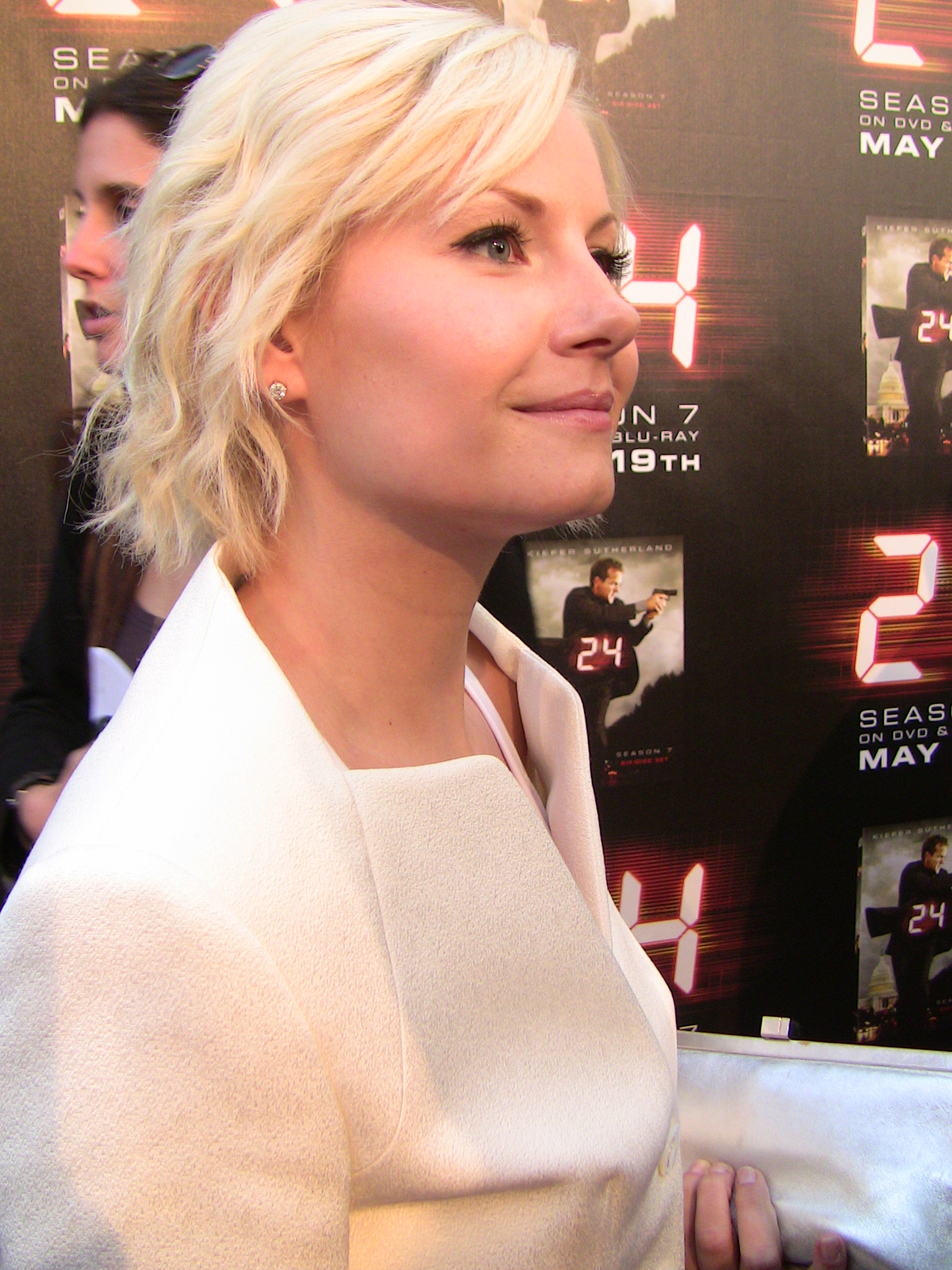
L'actrice pour la projection du dernier épisode de la saison 7 de 24, en mai 2009.

Après avoir fait durant six mois quelques petits rôles dans des films restés confidentiels hors des États-Unis, Elisha décroche en 2001 le premier grand rôle de sa carrière, celui de la jeune Kim Bauer, dans la série d'action 24 heures chrono.
Le tournage de la série est intensif, et lui laisse peu de temps pour d'autres projets : entre 2001 et 2004, elle apparait dans la comédie romantique Love actually (2001) puis dans la comédie potache Retour à la fac (2003).
Elle quitte la série au bout de la troisième saison pour se concentrer sur sa carrière au cinéma : elle tient d'abord le rôle-titre de la comédie The Girl Next Door, qui accroît sa renommée et entérine son statut de sex-symbol, à défaut d'avoir le succès critique et commercial attendu en 2004. L'actrice remporte d'ailleurs deux MTV Movie Awards : « MTV Movie Awards pour le meilleur baiser » et « MTV Movie Awards de la meilleure révélation féminine ».
L'année suivante, elle est au casting du film d'horreur pour adolescents La Maison de cire, aux côtés d'autres acteurs populaires de jeunes : Chad Michael Murray, Jared Padalecki et Paris Hilton. Cette fois, l'actrice est nommée aux Teen Choice Awards dans trois catégories : « meilleur combat », « meilleur film Actrice - Action / Aventure / Thriller » et « Choix Rumble ». Elle partage aussi l'affiche du film d'horreur The Quiet avec Camilla Belle, qui passe quant à lui inaperçu, alors qu'elle participe aussi à la production.
Cette même année, elle revient dans deux épisodes de la cinquième saison de 24. Elle participe aussi au jeu vidéo tiré de la série, 24: The Game. Elle apparaît dans les clips Perfect Situation de Weezer, en début d'année 2006, et Nothing In This World de Paris Hilton.
En 2007, elle défend deux films : tout d'abord, elle est la tête d'affiche du thriller horrifique Captivity, de Roland Joffé. Si elle reçoit le Teen Choice Award dans la catégorie « Actrice film d'horreur / thriller », elle décroche aussi le Razzie Award de la « pire actrice ». Elle seconde également Christian Slater pour le thriller indépendant He Was a Quiet Man, écrit et réalisé par Frank Cappello. Les deux films passent inaperçus.
L'année suivante, elle partage l'affiche de la comédie romantique My Sassy Girl, réalisée par le français Yann Samuell, avec Jesse Bradford. Enfin, elle tente un retour à la télévision en tournant un pilote de série télévisée, NY-Lon, adaptée de la série britannique éponyme. Mais le projet n'aboutit pas. Elle tient en revanche l'un des rôles principaux de la mini-série d'action Guns.
Elle commence l'année 2009 en participant à six épisodes de la huitième saison de 24, dont l'action se situe à New York, puis retrouve Christian Slater, tête d'affiche d'une nouvelle série, The Forgotten. Le programme, lancé à la rentrée 2009, est cependant arrêté au bout de treize épisodes, faute d'audiences. Enfin, elle joue dans la comédie indépendante Mon père et ses 6 veuves, aux côtés de Tim Allen, qui passe inaperçue.

### Passage à un registre comique (années 2010)
En 2010, elle fait ses adieux aux rôle de Kim Bauer dans deux épisodes de la huitième saison de 24, avant de changer totalement de registre : elle décroche en effet un rôle régulier dans une nouvelle comédie de la chaîne ABC, centrée sur une bande d'amis, Happy Endings, dont les autres membres sont incarnés par Eliza Coupe, Zachary Knighton, Adam Pally, Damon Wayans Jr. et Casey Wilson. D'abord critiquée et négativement comparée à plusieurs "sitcoms" similaires - Perfect Couples, Mad Love, Traffic Light et Friends with Benefits, la série reçoit un accueil de plus en plus chaleureux au cours de la première saison, les critiques considérant que son créateur, David Caspe, avait su améliorer sa série au fur et à mesure,. BuddyTV a classé Happy Endings # 7 dans sa liste 2011 des «meilleures nouvelles émissions de télévision." La deuxième saison de Happy Endings reçoit des critiques élogieuses, apparaissant notamment dans divers magazines : « Best of the Year », New York Magazine, The A.V. Club, "Hulu", l'Associated Press, le Pittsburgh Post-Gazette, et Yahoo toujours dans la catégorie « meilleurs programmes de télévision de 2011 ». Cuthbert a été nommée pour le Online Film & Television Association Award en 2012 et 2013 dans la catégorie « Meilleur Casting dans une série comique » et pour le TV Guide Award "Casting préféré". La série a également été nommée pour 28 autres prix, y compris les Satellite Awards pour la meilleure comédie ou une série TV musicale. Malgré un succès critique et un véritable culte, la série a été annulée par ABC après avoir terminé sa troisième saison en mai 2013 en raison de la stratégie de programmation erratique de la chaîne. Cette décision de stopper la série a été jugée comme l'une des « pires décisions de télévision » pour la saison 2012-2013 par le New York magazine.
Le succès de la série la remet au devant de la scène : en 2012, elle présente les American Music Awards et les People's Choice Awards.
Puis en 2013, l'actrice fait la couverture de Maxim.

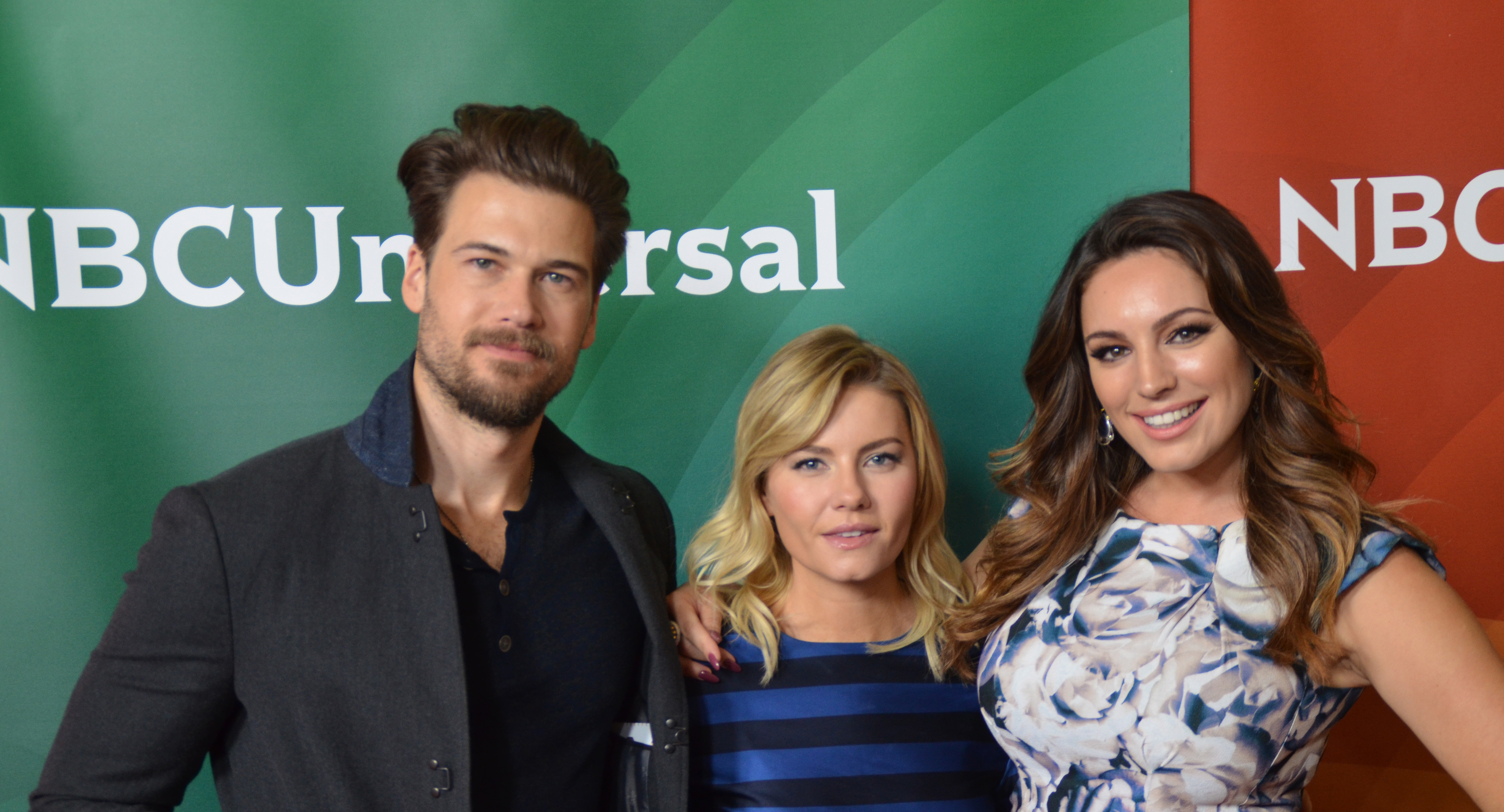
L'actrice entre Nick Zano et Kelly Brook, ses partenaires de One Big Happy, à la rentrée 2015 de la chaîne NBC.

À la fin prématurée de la série, elle reste dans le registre de l'humour en faisant partie de la distribution de la comédie Just Before I Go, première réalisation de l'actrice Courteney Cox, mais elle rebondit surtout vers une nouvelle sitcom, One Big Happy. La série est diffusée par NBC. Cuthbert y incarne Lizzy, une lesbienne tombée enceinte de son meilleur ami, Luke (joué par Nick Zano), au moment où celui-ci rencontre et épouse l'amour de sa vie, Prudence (Kelly Brook). La série est annulée après une courte saison de six épisodes.
En 2015, selon le Hollywood Reporter, Elisha Cuthbert rejoint le casting du film Goon: Last of the Enforcers, suite de la comédie culte Goon, sortie en 2011, aux côtés de Seann William Scott. Ce nouveau film est entré en production en juin à Toronto devrait sortir en 2016. Liev Schreiber et Alison Pill devraient également reprendre leurs rôles du premier opus.
Le 1er avril 2016, elle joue dans la nouvelle sitcom de Netflix The Ranch aux côtés d'Ashton Kutcher et de Danny Masterson.

## Vie privée
Elisha Cuthbert est mariée avec le joueur de hockey sur glace Dion Phaneuf depuis le 6 juillet 2013. Elle est une fan de hockey sur glace et est titulaire d'un abonnement annuel pour les Kings de Los Angeles. En 2005, elle tient un blog sur le site de la Ligue nationale de hockey, même si elle n'a pas posté d'article pour la plupart durant la saison,. Elle aime également peindre.
En 2017 ils ont une fille, et en 2022 un fils.

## Filmographie

### Cinéma
- 1998 : Dancing on the Moon de Kit Hood (en) : Sarah
- 1998 : Nico la licorne (Nico the Unicorn) de Graeme Campbell : Carolyn Price
- 1998 : Une fille aux commandes (en) (Airspeed) de Robert Tinnell (en) : Nicole Stone
- 1999 : Mission secrète sur internet (Mail to the Chief) de Eric Champnella : Madison Osgood
- 1999 : Who Get's the House? de Timothy J. Nelson : Emily Reece
- 1999 : Time at the Top de Jim Kaufman : Susan Shawson
- 2000 : Fantômes d'amour (Believe) de Robert Tinnell : Katherine Winslowe
- 2001 : Lucky Girl de Donald Petrie : Katlin Palmerston
- 2002 : Love Actually de Richard Curtis : Carole-Anne
- 2003 : Retour à la fac (Old School) de Todd Phillips : Darcie Springbrook
- 2004 : The Girl Next Door de Luke Greenfield : Danielle Clark
- 2005 : La Maison de cire (The House of Wax) de Jaume Collet-Serra : Carly Jones
- 2006 : The Quiet de Jamie Babbit : Nina Deer
- 2007 : He Was a Quiet Man de Frank Cappello : Vanessa Parks
- 2007 : Captivity, de Roland Joffé : Jennifer Tree
- 2008 : My Sassy Girl de Yann Samuell : Jordan Roark
- 2009 : Mon père et ses 6 veuves (The Six Wives of Henry Lefay) de Howard Michael Gould : Barbara 'Barbie' Lefay
- 2014 : Just Before I Go de Courteney Cox : Penny Morgan
- 2016 : Goon: Last of the Enforcers de Jay Baruchel : Mary
- 2020 : Eat Wheaties! de Scott Abramovitch : Janet Berry-Straw
- 2022 : The Cellar de Brendan Muldowney : Keira Woods
- 2022 : Bandit d'Allan Ungar : Andrea

### Télévision
- 1996 et 1999-2000 : Fais-moi peur ! (Are You Afraid of the Dark?) (série télévisée) : Megan
- 1997-2000 : Super Mecanix (Popular Mechanics for Kids) (émission TV) : une des présentatrices
- 2001 : Largo Winch (série télévisée) : Abbey
- 2001-2010 : 24 heures chrono (24) (série télévisée) : Kim Bauer rôle régulier (saisons 1-3), guest-star (saison 5) puis récurrent (saisons 7-8)
- 2008 : Tim and Eric Awesome Show, Great Job! (série télévisée) : Elle-même
- 2008 : Guns (mini série télévisée) : Francis Dett (rôle régulier)
- 2010 : Forgotten (série télévisée) : Maxine Denver (rôle régulier)
- 2011-2013 : Happy Endings (série télévisée) : Alex Kerkovich (rôle régulier)
- 2015 : One Big Happy (série télévisée) : Lizzy (rôle régulier)
- 2016-2020 : The Ranch (série télévisée) : Abby (rôle récurrent)

## Distinctions
Sauf indication contraire, les informations mentionnées dans cette section peuvent être confirmées par la base de données cinématographiques IMDb,  présente dans la section « Liens externes ».

### Récompenses
- 2001 : Prix Gemini de la meilleure performance par une actrice dans un premier rôle dans un programme dramatique ou une mini-série pour Lucky Girl (2001).
- 2004 : Golden Schmoes Movie Awards de la meilleure T & A[Quoi ?] de l'année pour The Girl Next Door (2004).

### Nominations
- 2003 : Teen Choice Awards de la meilleure révélation féminine dans une série télévisée dramatique pour 24 heures chrono (24) (2001-2010) pour le rôle de Kim Bauer.
- 9e cérémonie des Screen Actors Guild Awards 2003 : Meilleure distribution pour une série télévisée dramatique pour 24 heures chrono (2001-2010) partagée avec Reiko Aylesworth, Xander Berkeley, Carlos Bernard, Jude Ciccolella, Sarah Clarke, Michelle Forbes, Laura Harris, Dennis Haysbert, Leslie Hope, Penny Johnson Jerald, Phillip Rhys Chaudhary, Kiefer Sutherland et Sarah Wynter.
- 2004 : Phoenix Film Critics Society Awards de la meilleure distribution dans un drame romantique pour Love Actually (2003) partage avec Hugh Grant, Colin Firth, Sienna Guillory, Liam Neeson, Lulu Popplewell, Emma Thompson, Kris Marshall, Heike Makatsch, Martin Freeman, Joanna Page, Chiwetel Ejiofor, Andrew Lincoln, Keira Knightley, Nina Sosanya, Martine McCutcheon, Laura Linney, Thomas Brodie-Sangster, Alan Rickman, Rodrigo Santoro, Rowan Atkinson, Claudia Schiffer, Bill Nighy, Gregor Fisher, Rory MacGregor, Carla Vasconcelos, Shannon Elizabeth, Denise Richards et Lúcia Moniz.
- 2005 : MTV Movie Awards du meilleur baiser partagée avec Emile Hirsch et meilleure révélation féminine pour The Girl Next Door (2004).
- 2005 : Teen Choice Awards du meilleur scène de combat partagée avec Chad Michael Murray et Brian Van Holt dans un film d'horreur pour La Maison de Cire (2005).
- 2005 : Teen Choice Awards de la meilleure actrice dans un film d'horreur pour La Maison de Cire (2005).
- 11e cérémonie des Screen Actors Guild Awards 2005 : Meilleure distribution pour une série télévisée dramatique pour 24 heures chrono (2001-2010) partagée avec Reiko Aylesworth, Carlos Bernard, James Badge Dale, Joaquim de Almeida, Dennis Haysbert, Mary Lynn Rajskub, Paul Schulze et Kiefer Sutherland.
- 9e cérémonie des Teen Choice Awards 2007 : Meilleure actrice dans un film d'horreur pour Captivity (2007).
- 2021 : Canadian Screen Awards de la meilleure actrice invitée dans une série télévisée comique pour Jann (2019-).

## Voix françaises
En France
- Caroline Lallau[30] dans :
  - 24 heures chrono (série télévisée)
  - The Girl Next Door
  - Captivity
  - Forgotten (série télévisée)
- Edwige Lemoine[31] dans :
  - The Ranch (série télévisée)
  - Goon: Last of the Enforcers

et aussi
- Barbara Villesange dans Retour à la fac[31]
- Chloé Berthier dans La Maison de cire[30],[31]
- Laurence Porteil dans Bandit[31]

Au Québec
- Kim Jalabert dans [32]:
  - Qui gardera la maison ? (téléfilm)
  - Captivité
- Aline Pinsonneault dans [32]:
  - Esprit maléfique
  - La Maison de cire

et aussi
- Charlotte Bernard dans L'ascenseur du temps [32] (téléfilm)
- Émilie Bibeau dans Goon: Last of the Enforcers [32]